# Chez Nadette
Chez Nadette est une série télévisée de type shortcom néo-calédonienne en plus de 160 épisodes d'environ 3 minutes, diffusée depuis le 17 mars 2008 sur Télé Nouvelle-Calédonie, avant le journal télévisé local de 19 h 30, ainsi qu'à 0 h 55 et 12 h 25 sur France Ô.
Il s'agit de la seconde série entièrement locale (après Une famille très pacifique réalisée en 2002 par la Télévision Éducative), de la maison de production (Imag'in Productions), aux scénaristes (Sosthène Desanges et David Minguez, de Banana Studio) en passant par les acteurs et l'équipe technique. Elle est également sponsorisée par la Province Sud et le Gouvernement de la Nouvelle-Calédonie.

## Synopsis
Cette shortcom met en scène dans une épicerie typique de Nouvelle-Calédonie, tenue par Nadette, une vietnamienne d'origine dont on ne voit que les mains tout au long des épisodes, plusieurs personnages représentatifs de la société calédonienne, reprenant en quelque sorte le principe initial de la bande dessinée de Bernard Berger La Brousse en folie, transposé à un environnement plus urbain et plus moderne. On retrouve ainsi, outre Nadette, le « Rae rae » (travesti) wallisien Jessica, l'étudiante « zoreille » (métropolitaine) Flore, l'adolescent « caldoche » Kevin, le policier kanak César et, arrivés par la suite au gré des départs et des changements de saison, l'hôtesse de l'air métis Clarisse, Mike le fournisseur « broussard », Léon le contrôleur des impôts « zoreille » et « vieux garçon », les jumelles kanak Joana l'apprentie actrice extravertie et Joséphine l'« emboucanneuse » (jeteuse de sort) timide ou Sophie la riche et capricieuse nièce de Nadette.
Chaque épisode, qui ne dure que trois minutes, consiste en une série de sketchs au cours desquels, autour d'un thème donné souvent résumé dans le titre de l'épisode, tout ou partie des personnages vont se succéder « chez Nadette ».

## Distribution

### Initiale
- Mariambryn Rossignol : Flore
- Steeve Maka L. : Jessica
- Sam Kagy : Nadette
- Tom Ouneï : César
- Teddy Chabert : Kevin

### Actuelle
- Mariambryn Rossignol : Flore
- Sam Kagy : Nadette
- Teddy Chabert : Kevin
- Steeve Garcia : Mike
- Marithé Siwen : Joséphine / Joana
- Didier Delahaye : Léon
- Houy-Sy Thao : Sophie

## Changements dans la distribution
Le 21 mai 2008, Tom Ouneï, qui interprète dans la série le policier kanak César, est arrêté, en état d'ébriété, pour tapage nocturne, insulte sur agent et fourniture d'une fausse identité. De plus, il est découvert qu'il fait l'objet d'une fiche de recherche pour une peine de six mois de prison dont trois mois ferme qu'il n'avait toujours pas purgé, ayant été condamné par le tribunal correctionnel de Nouméa en 2005 pour conduite en état d'ivresse et un défaut de maîtrise de son véhicule. Il a donc alors immédiatement été incarcéré en application de cette peine, et a fait l'objet d'un rappel à la loi de la part du procureur pour ses exactions de cette nuit là. La production a alors réagi en annonçant que la série se poursuivrait tout d'abord avec des épisodes déjà enregistrés où César figuraient, puis en organisant ensuite le départ du personnage (on apprend qu'il est muté en métropole dans l'épisode « Nounours », sans savoir si son départ sera définitif). La production a également annoncé qu'il serait progressivement remplacé par un autre personnage, qui n'a pas encore fait clairement son apparition. Toutefois, un personnage de livreur, lui aussi kanak, Max, joué par Bob Belbong, est intervenu à plusieurs reprises mais pour de courtes séquences sans être crédité au générique tout en étant rajouté au casting sur le site officiel de la production.
Finalement, si l'idée de personnages intermittents est conservée (comme Max le livreur par exemple), deux personnages réguliers sont rajoutés au casting en remplacement de César : Clarisse l'hôtesse de l'air et Mike le broussard. Si ce dernier réussit à s'imposer rapidement dans la durée en persistant dans la saison 2, Clarisse disparaît à la fin de la saison 1. 
Lors du lancement de la saison 2 en avril 2009, Steeve Maka quitte la série (avec un bref retour en août, faisant ainsi disparaître l'un des personnages les plus populaires, Jessica. Plusieurs nouveaux personnages font leur apparition à cette occasion : Léon le collecteur d'impôt « Zoreille » et craintif, les jumelles maréennes Joana l'extravertie et Joséphine l'emboucanneuse timide, et la capricieuse et cynique nièce affairiste de Nadette, Sophie.

## Personnages
- Nadette (saisons 1 et 2) : commerçante vietnamienne, toujours installée derrière son comptoir, on ne voit d'elle que ses mains, soigneusement manucurées et couvertes de bijoux. À l'instar de son homologue Tathan de La Brousse en folie, « Nadette importe, Nadette vend, Nadette écoute et conseille, Nadette a toujours un nem en trop… »[5]. S'assurant en permanence que sa boutique soit bien tenue, et toujours attentive lorsqu'il s'agit de parler affaires ou d'argent, elle est, comme toute épicière qui se respecte, l'amie sincère de tous les autres personnages, les habitués de son magasin.
- Jessica (saison 1) : Rae rae polynésienne, il s'agit de « l'amie et de la confidente » de Nadette[6]. Coquette, sensible, elle adore les telenovelas et tout ce qui touche au paranormal. Un des thèmes récurrents de la série consiste à la voir tenter des expériences parapsychiques, comme la voyance, « l'hypnotisation » (et non pas l'hypnose) ou le vaudou. Elle est également secrètement amoureuse de César, le policier.
- Flore (saison 1 et 2) : étudiante en droit fraichement arrivée de métropole (le 1er épisode correspond aussi à son premier passage « Chez Nadette »), elle se lie immédiatement d'amitié avec Nadette et Jessica. Représentant la « Zoreille » typique, restant perplexe au début de la série lorsqu'on la désigne ainsi, c'est une intellectuelle militante défendant avec ardeur ses convictions, se définissant volontiers comme « écologiste engagée, végétarienne pratiquante »[7]. Elle entretient une relation plutôt conflictuelle avec Kevin.
- Kevin (saison 1 et 2) : « Kevin appartient à la grande famille des lycéens qui s'en fichent »[8], c'est ainsi que la production le définit. Jeune nouméen de souche, ou « Caldoche », rassemblant pratiquement tous les clichés du « surfer blond » (dragueur, frimeur et pas très malin), l'un de ses passe-temps favori est d'énerver Flore, qui ne lui épargne pas ses répliques cinglantes. Il n'en est pas moins ami avec tous les personnages.
- César (début de la saison 1) : agent de police kanak, passant souvent à l'épicerie officiellement pour « s'assurer que tout va » et inspecter les environs, mais en fait surtout pour s'approvisionner en nems, de banh-bao, sandwich et « pièces à conviction »[9]. Gourmand, bon vivant, pince sans rire, parfois moralisateur, calme et posé, il est souvent là pour calmer le jeu notamment avec Jessica qu'il est à peu près le seul à apaiser lorsqu'elle se vexe. En effet, cette dernière a un faible pour lui, même s'il est le seul à ne s'en être absolument pas rendu compte. Il disparaît finalement de la série au cours de la première saison, étant muté en métropole (pour justifier le départ de Tom Ouneï, l'acteur qui l'interprète, condamné à une peine de prison).
- Clarisse (fin de la saison 1) : hôtesse de l'air de la compagnie Aircalin, sur la ligne Nouméa-Séoul qui vient tout juste d'ouvrir. Étant née dans un avion, voyager est sa vocation, et ne passe chez Nadette que lors de ses escales à Nouméa. D'un naturel enjoué, souriant et avenant, voire parfois tellement positif qu'elle en est déstabilisante, elle apporte toujours avec elle une foule d'anecdotes sur ses nombreuses escapades dans le monde.
- Mike (fin de la saison 1 et saison 2) : « broussard », soit habitant de la « brousse » (l'extérieur rural du Grand Nouméa), c'est le fournisseur de Nadette. Il parcourt la Nouvelle-Calédonie pour l'approvisionner en produits de tout genre, « même ce qui pourrait paraître invendable [...] parce qu’il sait qu’elle saura vendre »[10]. Il profite de ses quelques passages à Nouméa pour essayer de se trouver une « madame Mike » mais ses manières un peu directes, rustres et brutes de décoffrage ne lui facilitent pas la tâche.
- Léon (saison 2) : contrôleur des impôts arrivé en Nouvelle-Calédonie à la suite d'une erreur d'affectation dont il n'a pas osé faire part, il peine au départ à s'intégrer : aigri, plein de préjugé, méfiant envers les gens, la nourriture, prenant la « Brousse » avant d'y aller pour une jungle sauvage remplie de fauves, tatillon et radin, c'est un vieux garçon pour qui une seule personne semble compter, sa mère restée en métropole. Peu à peu, grâce aux autres personnages, il se détend et adopte même, après son séjour en « brousse », un look rasta, désirant vivre en tribu et devenir « Kanak »[11].
- Joana (saison 2) : jeune Kanak originaire de Maré, sœur jumelle de Joséphine avec qui elle est venue sur Nouméa pour accompagner leur grand-mère malade devant être hospitalisée, elle est l'exact opposée de sa sœur. Contrairement à cette dernière, elle n'image plus de vivre ailleurs qu'en ville, est totalement extravertie, multiplie les look, les tenues et les coiffures extravagantes. Elle est dans un sens l'alter-ego féminin de Kevin avec qui elle s'entend très bien : comme lui elle désire surtout s'amuser. Multipliant les petits boulots et les casting, elle désire devenir une célèbre actrice de cinéma[12].
- Joséphine (saison 2) : jeune Kanak originaire de Maré, sœur jumelle de Joana avec qui elle est venue sur Nouméa pour accompagner leur grand-mère malade devant être hospitalisée, elle est l'exact opposée de sa sœur. Timide, introvertie, elle parle peu et est très émotive. Nostalgique de la vie en tribu, elle ne pense qu'à une chose : retourner à Maré. Elle a hérité de sa grand-mère le talent de faire des « boucans », artefacts traditionnels servant à « ensorceler » et « attirer le mauvais œil », qu'elle fabrique notamment pour sa sœur afin de l'aider à lancer sa carrière d'artiste. Elle n'hésite pas à s'en servir contre les autres personnages quand ceux-ci l'énervent (notamment lorsqu'ils essayent de percer ses secrets d'emboucanneuse)[13].
- Sophie (saison 2) : jeune asiatique, nièce de Nadette, elle en a hérité le sens des affaires et la recherche du profit, mais poussés à l'extrême : contrairement à sa tante, elle est également égocentrique, capricieuse, cynique, manipulatrice et fortement ambitieuse. À l'origine venue faire un stage chez sa « tantine », elle hérite ensuite de la petite entreprise d'esthétisme de Jessica et, bénéficiant en plus d'une chance insolente, gagne la cagnotte du « Bingo » local et, à la suite d'investissements fructueux (grâce à un flair incroyable : ayant notamment pressenti une pénurie de soyo, sauce essentielle de la cuisine calédonienne, elle en fait importer un stock important et le revend une fortune lorsqu'effectivement le naufrage du navire assurant la livraison de tous les commerces du Territoire provoque une rupture de stock général), devient vite milliardaire[14].

## Épisodes

### Deuxième saison (2009)
1. Hello Goodbye
2. Jessicadeaux 1
3. Jessicadeaux 2
4. L'agenda
5. Le permis
6. Léon
7. Plus Cal que moi
8. El dorado
9. Le Ze Nem
10. L'otite
11. Lost
12. Drôles d'oiseaux
13. Apocalypse Now
14. Une dent contre
15. Spiderflower
16. Les bons comptes
17. Dangereux mollusques
18. Bzzz
19. Jessicassée
20. Born to Surf
21. WWFlore
22. Maîtresse Flore
23. Encore une bonne idée
24. Impôt sur le revenant
25. Mon trésor
26. Un peu direct
27. Sans le sou
28. The Job
29. Jeune patronne
30. I'll Be Pâques
31. Joséphine
32. Coup de foudre
33. Cherche esclave
34. Gomettes
35. Speed Nadetting
36. Samba !
37. Schiso sœurs
38. Back to Maré
39. Le couac
40. Billet perdant
41. The Forgotten
42. Allô Pital
43. Le regard qui tue
44. Il monte, il monte
45. Qui ?
46. Idéal masculin
47. Bluepeace and love
48. Chuc Mung Ngay Sinh Nhat
49. Cagouphobique
50. Illusions perdues
51. Je t'aime moi non plus
52. Les bonnes blagues
53. Net et pas clair
54. Island Story
55. Comme une flore
56. Christophe Coléon
57. Soliflore
58. Papier vert
59. Antivol
60. Tout va bien !
61. Leon du Zion
62. Carton plein
63. Mon emboucaneuse bien-aimée
64. Marée noire
65. Marée noire
66. Brazil
67. Astro Logique
68. La boule au bois dormant
69. Ghost
70. Brazil le retour
71. Heart breaker club
72. Night Box Thérapie
73. Complètement dengue
74. Zum Zum Zum
75. Mini Mini
76. Œdipe
77. Star2

## DVD
- DVD - Best of, édité fin 2008, comportant 32 épisodes de la saison 1, un bétisier et le making of.